# Sei (Insel)
Sei ist eine Insel in der Provinz Southern in Sierra Leone. Sie gehört zu den Turtle Islands und ist etwa 27,8 Kilometer vom sierra-leonischen Festland entfernt.
Die Insel ist etwa 1,5 Kilometer lang, 950 Meter breit und bis zu zwölf Meter hoch.